# Louis Benoit
Louis Benoit est un bibliothécaire français né le 20 avril 1826 à Berthelming (alors dans le département de la Meurthe) et mort le 4 décembre 1874 à Nancy.

## Biographie
Né le 20 avril 1826 à Berthelming dans une famille issue de la petite bourgeoisie, fils de Nicolas-Étienne Benoit, ancien notaire et chevalier de la Légion d'Honneur, et de Louise-Marie Klein, il étudie au collège royal de Nancy puis aux Prémontrés de Pont-à-Mousson.
Il obtient sa licence de droit à Paris en 1851 puis revient en Lorraine, où il devient juge de paix à Fénétrange jusqu'à l'arrivée des Prussiens en 1870. En parallèle, il s'implique dans le tissu local et devient maire de Berthelming entre 1860 et 1867.
Il se lance vers 1846-1848, avec son frère Arthur, dans la constitution d'une bibliothèque réunissant « toutes les productions littéraires, scientifiques et autres se rattachant d'une manière quelconque à l'histoire et à tout ce qui intéresse les pays de la Sarre ». Celle-ci est héritée par son frère à sa mort, avant d'être elle-même dispersée en 1898 à la mort de ce dernier.
En 1866, il s'installe à Nancy et en devient bibliothécaire en chef,. Son travail lui laisse assez de temps libre pour s'adonner à diverses activités en tant qu'érudit et il prend part à de multiples sociétés savantes : en particulier, il est membre associé (1867) puis titulaire (1868) de l'Académie de Stanislas.
En 1872, il opte pour la nationalité française.
Il meurt deux ans plus tard, le 4 décembre 1874.